# Sepp Nordegg
Sepp Nordegg, eigentlich Josef Friedrich Tullio, (* 12. August 1913 in Salzburg; † 13. Mai 1984 in Wien) war ein österreichischer Bühnenbildner und Erfinder der Zylinderdrehbühne.

## Leben
Geboren am 12. August 1913 in Salzburg, wurde Sepp Nordegg  Vollwaise. 1930 wurde er seiner Ziehmutter nach Wien geholt.
Zwischen 1934 und 1939 studierte er Nordegg sowohl an der Medizinischen Universität Wien, als auch an der Akademie der bildenden Künste in Wien.
Da seine Mutter Jüdin war, musste Nordegg 1939 untertauchen. Mithilfe seiner Ziehmutter und eines evangelischen Pastors erhielt er einen gefälschten Geburtsschein. Dadurch wurde er 1939 ins Militär einberufen und absolvierte wenige Tage Militärdienst, dem er durch einen selbst verursachten Unfall entkommen konnte. Er beendete 1939 das Studium an der Akademie der Bildenden Künste mit einem Diplom als Akademischer Bühnenbildner.

### Bühnenbildner und Technischer Direktor
Von 1940 bis 1943 arbeitete er zunächst als Bühnenbildner für die Städtischen Bühnen Münster in Westfalen unter Intendant Erich Pabst.
1941 besucht Sepp Nordegg die Ingenieurschule in Dresden und legte eine Prüfung als Technischer Leiter für Bühnen- und Beleuchtung ab. 1942 bis 1944 folgte eine Stelle als technischer Leiter an der Staatsoper in München unter Direktor Clemens Krauss. Nach einem kurzen Aufenthalt 1944 als Ausstattungsleiter im neuen Schauspielhaus Wien ging Nordegg zwischen 1944 und 1945 nach Weimar, um unter Intendant Hans Severus Ziegler als Maschinendirektor am Nationaltheater zu arbeiten.

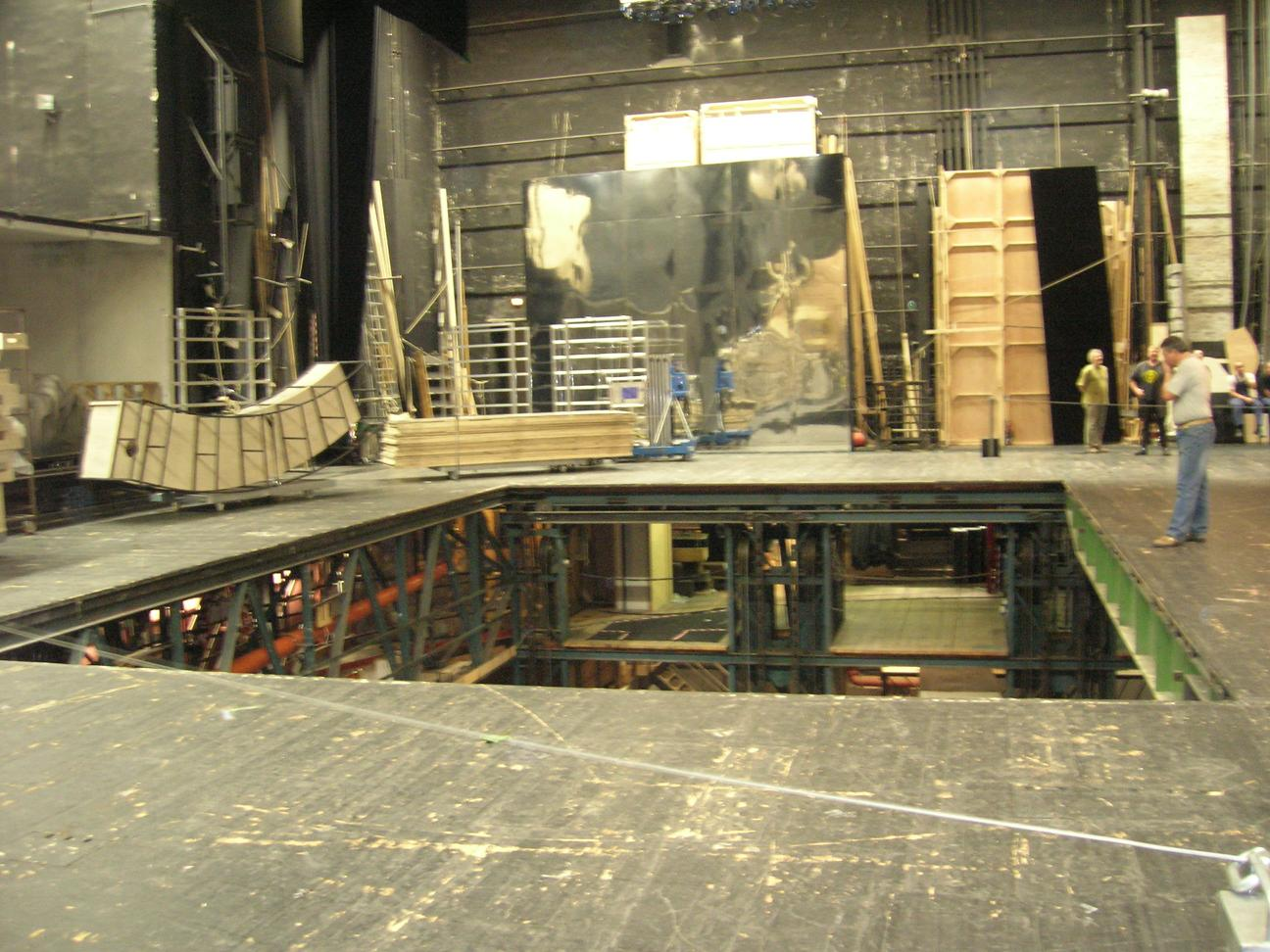
Drehzylinderbühne des Wiener Burgtheaters mit abgefahrenen Hubpodien

Zwischen 1945 und 1947 wirkte er als Theaterarchitekt an den Städtischen Bühnen München unter Intendant Harry Buckwitz, von 1947 bis 1948 als Leiter des Ausstattungswesens an den Städtischen Bühnen Graz unter Intendant Helmuth Ebbs.
Zwischen 1948 und 1973 arbeitete er als Technischer Direktor des Burgtheaters. So wurde nach dem Zweiten Weltkrieg nach seinen Plänen die Drehzylinderbühne auf der Hauptbühne des Burgtheaters errichtet.
Der Drehzylinder hat einen Durchmesser von 21 m und vier Versenkungen, die bis 8,8 m abgefahren werden können und ist insgesamt 5 Stockwerke tief.
Weitere technisch weiter entwickelte Drehzylinderbühnen wurden am Theater an der Wien und in Warschau eingerichtet. Das Patent für die Drehzylinderbühne wurde 1954 eingereicht.
Nordegg war für die technische Einrichtung zahlreicher Produktionen des Burgtheaters (u. a. für die von König Ottokars Glück und Ende im Jahre 1955) zuständig. Als er das Burgtheater verließ, hatte er rund 500 Bühnenproduktionen eingerichtet.
Ab 1961 unterrichtete er an der Akademie der Bildenden Künste in Wien. 1949 wurde er mit der technischen Betreuung der Bregenzer Festspiele beauftragt. Zwischen 1960 und 1963 war er für die Technik der Salzburger Festspiele unter Karajan verantwortlich..
Nach seinen Plänen wurden auch die Bühneneinrichtungen des Theaters an der Wien, sowie Bühnen in Warschau, Kairo und Sydney errichtet.
Sepp Nordegg war Gründungsmitglied der Österreichischen Theatertechnischen Gesellschaft (OETHG) 1973.
Seine Tochter Cécile Nordegg ist Sängerin und Schauspielerin, sein Sohn Thomas Nordegg war Gitarrist bei Frank Zappa und anderen Musikern. Er ist auf dem Pötzleinsdorfer Friedhof (Gruppe A, Reihe 2, Nummer 14) in Wien beerdigt.